# Bob Douglas
Robert L. „Smilin’ Bob“ Douglas (* 4. November 1882 auf St. Kitts in Britisch Westindien; † 16. Juli 1979 in New York City, New York mit 96 Jahren und 254 Tagen) war ein westindischer Sportmanager und Unternehmer in den Vereinigten Staaten. Er gründete das professionelle afrikanisch-amerikanische Basketballteam der New York Renaissance. Douglas wurde am 20. April 1972 als „Förderer“ (Contributor) in die Naismith Memorial Basketball Hall of Fame aufgenommen.

## Biographie
Douglas immigrierte 1902 nach New York City. Er war ein Schwimmer auf St. Kitts gewesen und hatte Cricket und Fußball gespielt. 1905 sah er sein erstes Basketballspiel in Midtown Manhattan und war begeistert. 1908 gründete er mit George Abbott und J. Foster Phillips den Spartan Field Club, einen Amateurverein für schwarze Jugendliche, der Verbandsfußball, Cricket, Leichtathletik, Basketball und später Baseball anbot. Er selbst spielte ab 1910 für die Spartan Braves, das Basketballteam des Vereins, bis er 1918 Geschäftsführer des Clubs wurde.
Professioneller Basketball, der seinen Anfang bereits vor der Jahrhundertwende genommen hatte, war anfänglich in schwarzen wie weißen Amateurkreisen scharf kritisiert worden. Edwin Bancroft Henderson, der „Großvater des schwarzen Basketballs“, verstand das Spiel beispielsweise nicht nur als ein Instrument zur moralischen Stärkung der afrikanisch-amerikanischen Gemeinde, sondern verfolgte außerdem das idealistische Ziel, afrikanische Amerikaner, die auf Grund der beengten Wohnverhältnisse eine hohe Sterblichkeitsrate hatten, gesundheitlich zu stärken. Dennoch ließ sich in der zweiten Dekade des 20. Jahrhunderts das wirtschaftliche Potential des Basketballspiels nicht verhehlen und es entstanden afrikanisch-amerikanische Teams, die ihre Mitglieder für Spiele zu bezahlen pflegten. Zu diesen Teams gehörten Major Aloysius Harts New York All Stars, Will Anthony Maddens New York Incorporators, sowie Cumberland Poseys Monticello Athletic Association und Loendi Big Five. Diese frühen Profi-Teams gingen bald eine Allianz mit afrikanisch-amerikanischer Musik und Kultur ein und spielten häufig in Tanzsälen wie dem Manhattan Casino oder dem Loendi Social & Literary Club.
1921 wurden zwei Baseballspieler des Spartan F.C. der Annahme von Geldleistungen überführt, was den Amateurstatuten widersprach. Obwohl Douglas beide aus dem Club entließ, weigerten sich Clubs mehrfach gegen den Spartan F.C. anzutreten. Als Douglas keine Unterstützung des Verbandes erhielt, entschied er sich auch unter dem Eindruck der 1922 von den weißen McMahon-Brüdern gegründeten schwarzen Commonwealth Big Five die Spartan Braves vollständig zu professionalisieren und mit Saisonverträgen auszustatten und nach der Auflösung der Commonwealth Five deren beste Spieler zu verpflichten.

## New York Renaissance

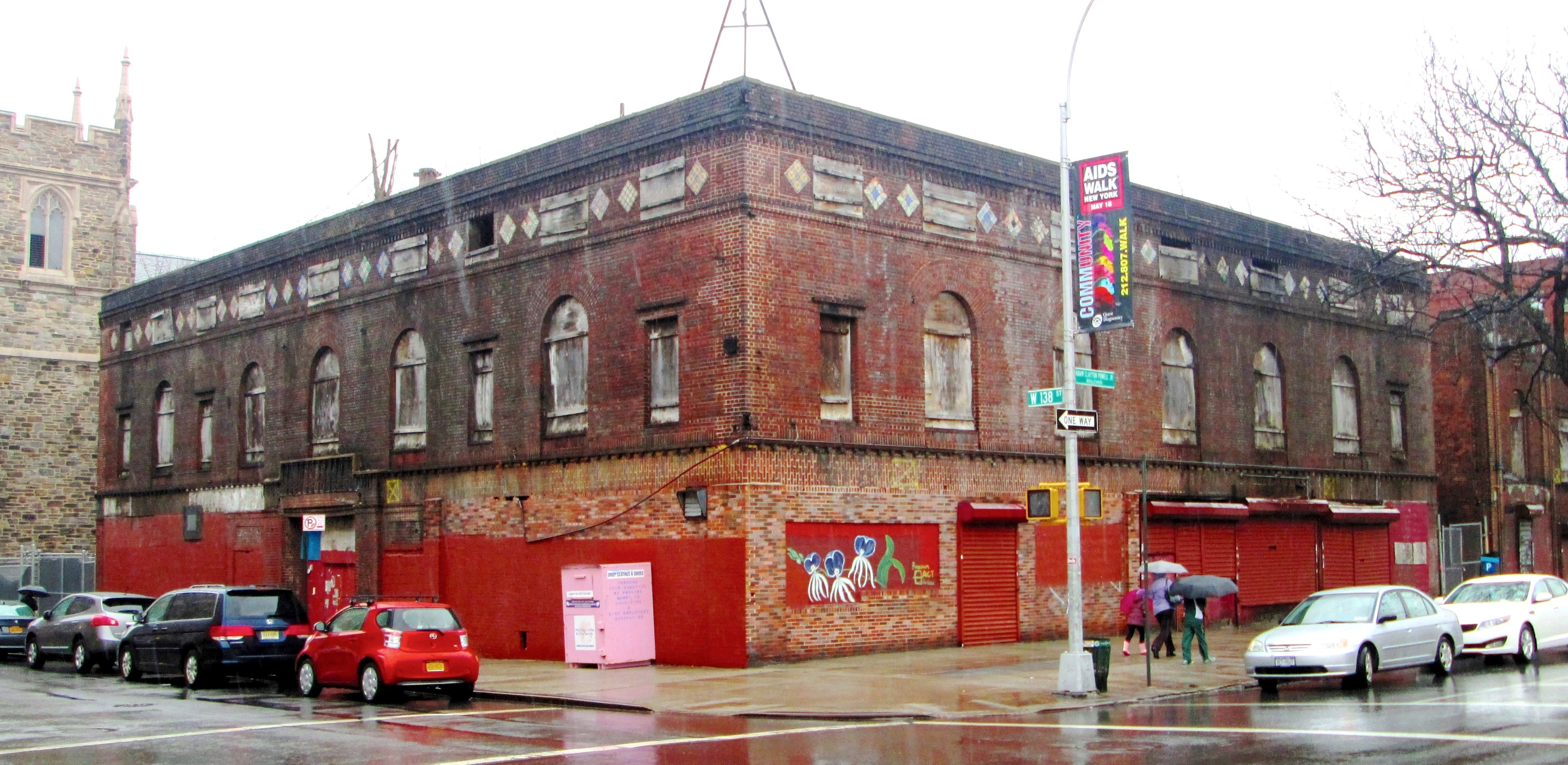
Der Renaissance Ballroom ein Jahr vor seinem Abriss 2015, am rechten Bildrand ist das Renaissance Theater zu sehen, links die Abyssinian Baptist Church

Bereits im Frühjahr 1923 muss es zu Verhandlungen zwischen Douglas und William Roach, dem Besitzer des für 175.000 Dollar neu erbauten Renaissance Ballrooms, einem aus der vierten Staffel der TV-Serie Boardwalk Empire bekannten (dort aber nicht gezeigten) an der Ecke 7th Avenue und 138th Street gelegenen Tanzlokal und Casino im New Yorker Stadtteil Harlem, gekommen sein. Als Gegenleistung für Spiel- und Trainingsräumlichkeiten nahm er den Namen New York Renaissance an. Unterstützung beim Aufbau seines Teams erhielt er durch einen weiteren westindischen Einwanderer, Romeo Dougherty von der Wochenzeitung New York Amsterdam News. Die schwarze Presse nahm die Rens schnell unter ihre Fittiche. Während beispielsweise Cumberland Poseys sportliche Professionalisierung vom Pittsburgh Courier noch als unedel kritisiert worden war, wurde Bob Douglas in Harlem für seine sportlichen Errungenschaften und seine Solvenz bewundert. Diese Bewunderung war ihm bald eine Mission und er verstand seine New York Rens als Botschafter der „schwarzen Sache“. Als Resultat waren die Rens extrem diszipliniert bis beinahe lustfeindlich im Gegensatz zu den Chicagoer Harlem Globetrotters, deren Talent Douglas bewunderte, während er ihr Clowning jedoch verachtete.
Die gleichsam legendäre Freundschaft wie Rivalität mit den New York Celtics nahm ihren Anfang zu Beginn der Renaissance-Geschichte im Jahre 1925. Im Verlauf eines Jahres kam es bis Februar 1926 zu sieben Spielen bei insgesamt zwei Siegen der Rens. Bis 1944 spielten die Rens 156 Spiele gegen die Original Celtics und bis zuletzt gab es Prämien für Siege. Douglas suchte zur Erbauung der Fans immer harte Konkurrenz für seine Renaissance Five. Dabei setzte er auf Fast Breaks und Passspiel, weil der gepasste Ball schneller wanderte als der gedribbelte. Das Team etablierte sich schnell mit dieser Spielweise und reiste 1929 das erste von vielen Malen in den Mittleren Westen.
Im Januar 1933 wurde Douglas Manager des Renaissance Ballrooms und blieb fortan zu Hause. Eric Illidge übernahm seine Rolle als Manager vor Ort und Fats Jenkins wurde Spielercoach. Zwei Monate später endete eine Serie von 88 Siegen in 86 Tagen gegen die Celtics in Philadelphia.
Nach dem Gewinn der letzten Colored Basketball World’s Championship 1925, einer sogenannten mythischen Meisterschaft, gewann die New York Renaissance im März 1939 das vom Chicago Herald American ausgerichtete erste World Professional Basketball Tournament mit einem 34—25 – Finalsieg gegen den amtierenden National-Basketball-League-Meister der Oshkosh All-Stars. Im Halbfinale waren die Harlem Globetrotters mit 27—23 bezwungen worden.
Viele Spieler der Rens nahmen im Jahr vor dem amerikanischen Kriegseintritt Anstellungen beim Militär oder in der Landesverteidigung an und Bob Douglas, dessen Wort so gut wie ein Vertrag war, verzichtete auf bindende Verträge wegen möglicher Einberufungen. Afrikanisch-amerikanische Spieler, die keinem geregelten Spielbetrieb und damit einer Transferaufsicht unterlagen, gingen dazu über, für bis zu sechs professionelle und semiprofessionelle Teams gleichzeitig anzutreten. Dazu gehörten sämtliche New York Rens, die sonntags äußerst lukrativ für die Washington Bears antraten. 1943 zeichnete sich ab, dass die Spieler beim World Professional Basketball Turnier ausschließlich für die Bears auflaufen wollten. Bears und Rens waren aber das exakt gleiche Team und Douglas zog die Anmeldung der New York Renaissance zurück. Er glaubte, die Turnierveranstalter hätten Washington ermutigt, sein Team zu „stehlen“. Douglas machte deswegen in der Folge seinen Einfluss geltend und in den Folgejahren traten die Spieler, die als Bears das Turnier souverän gewonnen hatten, nur noch für die New York Renaissance beim Turnier an.

## Integration im Zuge des Krieges
1946/47 wurden Dolly King und William „Pop“ Gates von zwei NBL-Teams, den Rochester Royals und den Buffalo Bisons unter Vertrag genommen. Douglas wollte weder seinen Stars noch der Integration Steine in den Weg legen und gab deshalb seinen Segen. Der Vorläufer der NBL, die Midwest Basketball Conference, war integriert gewesen und die NBL selbst integrierte erneut 1941. Die Basketball Association of America (BAA), die spätere National Basketball Association (NBA), beharrte im Gegensatz zur NBL jedoch auf ihrer Anti-Negro-Regel, nutzte aber gleichzeitig die Anziehungskraft von Teams wie den Rens und den Globetrotters für Doubleheader. Douglas ließ sich dennoch instrumentalisieren, weil er sich langfristig eine Öffnung der BAA erhoffte. Der Gründer der New York Knickerbockers und Geschäftsführer des Madison Square Gardens Ned Irish verteidigte aber sein New Yorker Basketballmonopol gegen schwarze Teams wie die Rens oder die Manhattan Nationals erbittert, indem er Druck auf zahlreiche NBL-Teams ausübte, die Vereinbarungen mit der BAA getroffen hatten, um Spiele an New Yorker Spielstätten zu verhindern. Einem Doubleheader mit den Rens gegen die Philadelphia SPHAs und den Knickerbockers gegen die Providence Steamrollers zu Beginn der Saison 1947/48 stimmte er dennoch zu, denn die BAA konnte mit ihrem minderwertigen Produkt in der Anfangszeit lediglich durch solche Doubleheader finanziell überleben. Zur selben Zeit hoffte Douglas auf ein BAA-Franchise für die New York Renaissance, doch die Mehrheit der Teambesitzer stimmte gegen ihn. Der ehemalige Celtics-Spieler Joe Lapchick wollte seinen Verbleib in der BAA und als Coach der Knickerbockers von einem Franchise für Douglas abhängig machen, wurde von diesem aber besänftigt, da sich Douglas durch Lapchick längerfristigen Nutzen für die Integration versprach. Doch selbst als Earl Lloyd, Chuck Cooper, New York Ren Nathaniel Clifton und Dayton Ren Hank DeZonie (Harold Hunter unterzeichnete ebenfalls einen Vertrag) die NBA integrieren sollten, blieb es bis in die 60er Jahre bei einer Quote für afrikanisch-amerikanische Spieler.
Am 17. Dezember bot NBL-Präsident Ike Duffey den Rens an, ein aufgelöstes NBL-Franchise zu übernehmen. Allerdings mussten sich die Rens zu einem Umzug nach Dayton, Ohio bereiterklären und Tabellenplatz wie Punktestand (2—17) der durch sie ersetzten Detroit Vagabond Kings übernehmen. Am Ende standen 16—43 Siege zu Buche, da die New York Rens parallel weiterspielten. Obwohl die NBL seit 1941 integriert war, fanden die Dayton Rens bis zuletzt keine Heimhalle in Dayton und wurden auch nie richtig vom Publikum angenommen. Zwei Monate nach Saisonende löste die NBL den Vertrag mit den letztplatzierten Dayton Rens auf. Bob Douglas warf das Handtuch und vermietete am 25. Mai 1949 die Rens an Abe Saperstein als Gegner zweier Globetrotters-Teams.
In der folgenden Saison fusionierten NBL und BAA zur NBA – ohne die New York Renaissance. Obwohl Douglas noch bis zur Mitte der 50er Jahre die Original Renaissance Five als Wandertruppe durch den Nordosten der USA schickte, endete das Zeitalter der Black Fives mit der langsamen Integration der NBA.
Der Fall der Rassenschranke, auf die Bob Douglas zeit seines Lebens hingearbeitet hatte, war letztlich auch für den Fall der New York Renaissance verantwortlich.